# Naginata

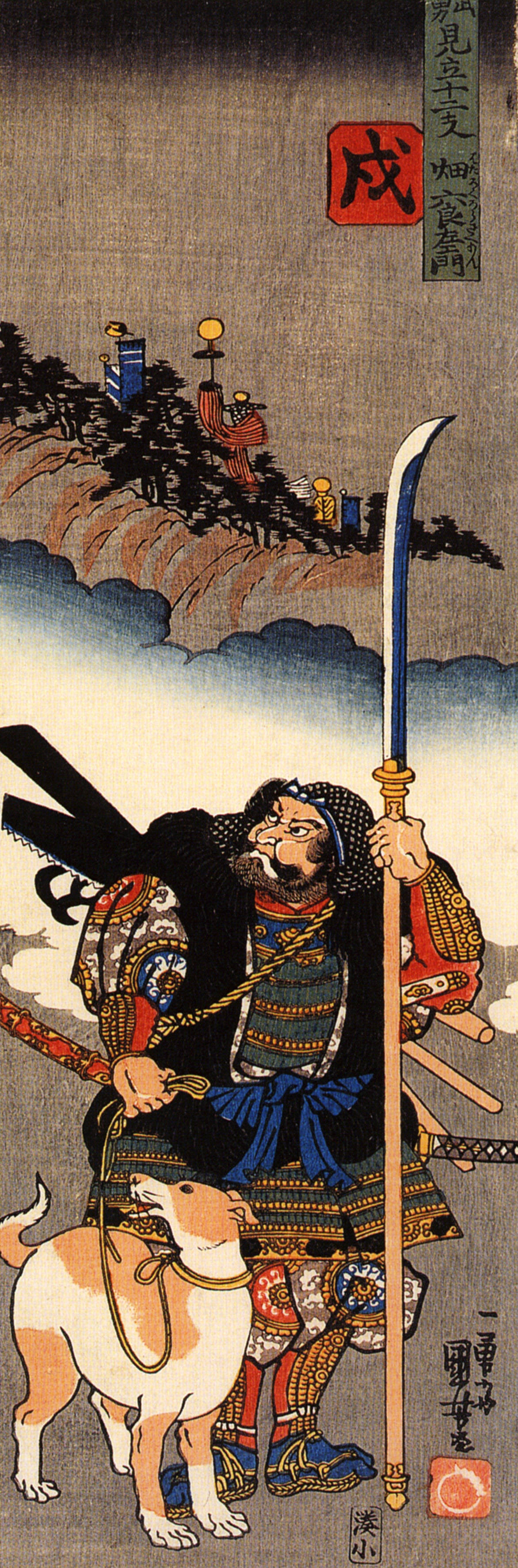
Szamuráj naginatával

A naginata (なぎなた, 薙刀) egyike a hagyományosan Japánban készített pengéknek (nihonto), egy szálfegyver formájában. A naginatát eredetileg a szamurájok osztálya használta a feudális Japánban, valamint az asigaruk 足軽 (gyalogosok) és szóheiek 僧兵. (harcos szerzetesek)

## Áttekintés
A naginata egy fa nyélből áll végén egy hajlított pengével; sok hasonlóságot mutat a kínai guandaoval. A naginatát gyakran látták el egy kardhoz hasonló keresztvassal (cuba 鐔) a penge és a nyél között. A 30-60cm-es naginata pengét ugyanolyan módon kovácsolták mint a hagyományos japán kardokat. A penge hosszú markolattüskével (nakago) rendelkezik amit belehelyeznek a nyélbe (nagaje). A penge eltávolítható amit egy fapecekkel (mekugi) rögzítenek ami áthalad a markolattüskén és a nyélen kialakított lyukon (mekugi-ana). A nyél 120-240cm-ig terjedhet és ovális alakú. A nyélnek azt a részét ahová a markolattüske van belehelyezve tacsiucsinak nevezzük. Ezt a területet általában megerősítik fémből készült gyűrűkkel vagy vékony fémborítással. A nyél alsó végére egy nehéz fém sapkát helyeznek (isizuki). Amikor nincs használatban a naginata pengéjét egy fa borítással látják el (szaja).

## Története
A naginata feltételezhetően a korábbi hoko jarinak a leszármazottja , ám valószínűleg a kínai guandao is befolyásolta a kialakulását. Nehéz megállapítani, hogy pontosan mikor is alakult ki ez a fegyver. Sokan állítják, hogy a Nara-korszak harcos szerzetesei találták fel, de a tárgyi bizonyítékok amik igazolják a fegyver létezését csak a középső Kamakura-korszakig nyúlnak vissza, és a korábbi írásos emlékek meglehetősen homályosak. A legelső megbízható feljegyzések, 1146-ból a késő Heian-korszakból származnak, melyek közül egy szerint a fegyver egy friss találmány volt. Korábban a 10. és 12. századi források gyakran hivatkoznak "hosszúkardokra" ami bár gyakori középkori megnevezése és helyesírása a naginatának jelenthetnek hétköznapi kardokat is; az egyik forrás a naginata előhúzását a nükü igével írja le, ami általában a kardok előhúzására használnak, míg a naginata előhúzására főleg használt ige a hazuszu. A gyakran feltételezett kapcsolta a naginata és a harcos szerzetesek között szintén nem tisztázott. A késő 13. és 14. századi műalkotások a harcos szerzeteseket naginatával ábrázolják, de nem tulajdonítanak neki különösebb jelentőséget: a fegyver csak egyike azoknak amiket használtak a szerzetesek, valamint szamurájok és asigaruk. A naginatát használó szerzetesek ábrázolásai a korábbi korszakokban valójában később készültek azzal a szándékkal, hogy a naginatát mint szimbólumot használják a szerzetesek más harcosoktól való megkülönböztetésére, mintsem, hogy a történelmi események egy pontos leírását adják.
A Gempei háború (1180–1185) alatt amiben a Taira klán szembekerült a Minamoto klán Minamoto no Joritomójával , a naginata kifejezetten nagy népszerűségnek örvendett és kedvelt volt a harcosok körében akik igen hatékony fegyvernek tartották. A lovascsaták döntő jelentőségűvé váltak és anginata kifejezetten alkalmasnak bizonyult a lovak feldöntésére és a lovasok legyőzésére. A naginata hatalmas térhódítása mint harctéri fegyver vezetett a lábszárpáncél (sune-ate) kialakulásához. A naginata fontosságának felemelkedését párhuzamba tudjuk állítani az európai pika sikerével, ami szintén egy hosszú szálfegyver volt amit a lovasság ellen alkalmaztak. Az 1543-ban a kovás puska (tanegasima 種子島) képében megjelent tűzfegyverek, a naginata harctéren való alkalmazásának nagymértékű csökkenéséhez vezettek . Ahogy a harctéri taktikák változtak, úgy lett inkább a lándzsa (jari 槍) az általánosan használt szálfegyver a naginata helyett.

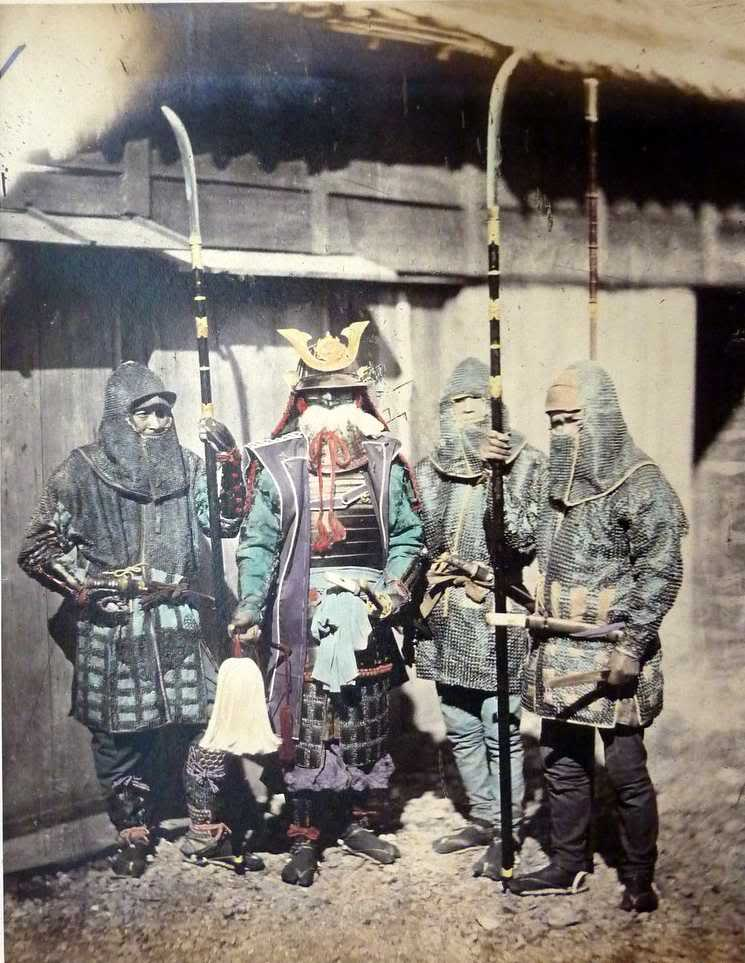
Késő 1800-as években készült fotó páncélozott szamurájokról akik naginatát fognak.

Az Edo-korszak alatt a naginata egyre kevésbé volt hasznos a férfiak számára a csatatéren és a szamuráj osztályból származó nők státusz szimbólumává vált. Egy jó állapotban lévő naginata egy szamuráj osztályból származó lány hozományának része volt. Bár nem harcoltak úgy mint a hétköznapi katonák, a szamuráj osztály nőitől elvárták , hogy meg tudják védeni az otthonukat míg férjük a háborúban harcolt. A naginatát tartották az egyik leginkább alkalmas női fegyvernek, mivel távol tudták vele tartani maguktól az ellenfelüket így csökkentve a testsúlyból, magasságból és felsőtesti erőből származó különbségeket. Egy kiváló példája a női naginataforgatóknak és a japán harcos szellemiségnek Itagaki, aki híres volt tehetségéről ahogy a naginatával bánt, és ő vezette a Toeizakajama vár 3000 fős helyőrségét. Tízezer Hódzsó harcost küldtek, hogy vegyék be a várat ám Itagaki a várból vezette embereit és rendkívül sok ellenséggel végeztek mire a túlerő legyűrte őket. A naginatát igazi harcra utoljára 1868-ban Aizuban valamint 1876-ban Szacumában használták.
A nyugatiasodás miatt a Meidzsi-restaurációt követően a harcművészetek által képviselt érték, a naginatát is beleértve, súlyosan csökkent. ebben az időben vált a tréning az akarat megerősítésévé valamint a tudat és a test edzésévé . A Sóva-korszakban a naginatahasználat gyakorlatozása bekerült a köztantervbe 1912-ben.
A 2. világháború óta a naginatahasználat sportként él tovább ahol a fő hangsúlyt az etikettre és a fegyelemre helyezik, mintsem a katonai elemekre.
Bár kevesebb aktív művelője van néhány "korjú budzsucu" rendszer (hagyományos harcművészet) amik között akad régebbi és harciasabb naginatadzsucu mint például : Szuió Rjú, Araki Rjú, Tendó Rjú, Dzsikisinkage Rjú, Higo Korjú, Tensin Soden Katori Sintó Rjú, Toda-ha Buko Rjú, Josin Rjú amik közül néhánynak engedélyezett képviselői vannak Japánon kívül.
Az Egyesült Államokban megközelítőleg 200 foglalkoznak naginatahasználattal.

## A modern naginatakészítés
A modern naginata 220 és 250 cm közötti hosszúsággal rendelkezik valamint többet kell, hogy nyomjon mint 650 gramm. Napjaink naginatadzsucujában kétféle általános konstrukciót különböztetünk meg. Az első a kihon jó, amit a japán fehér tölgyből kinyert, egy darab fából készítenek és a formagyakorlatok (katák) elvégzésére használják. A fegyver elég könnyű és általában nem rendelkezik keresztvassal. A második típus a siai jó, aminek elkészítéséhez hasonló fa nyelet használnak, viszont a pengét bambuszból készítik és cserélhető mivel egy erősebb ütközés következtében könnyedén eltörhet. Ezt a változatot az atarasí naginatában használják mivel egy bambuszból készített pengével mért csapás enyhébb mintha fából, vagy fémből készült volna.
Sok utánzat "naginata" a piacon egyáltalán nem is naginata amit a fentiek ismeretében könnyedén eldönthetünk. Általában ezek az utánzatok rövidebb, kerekdedebb nyéllel, rövidebb pengével valamint csavarokkal rögzített részekkel rendelkeznek.

## Galéria

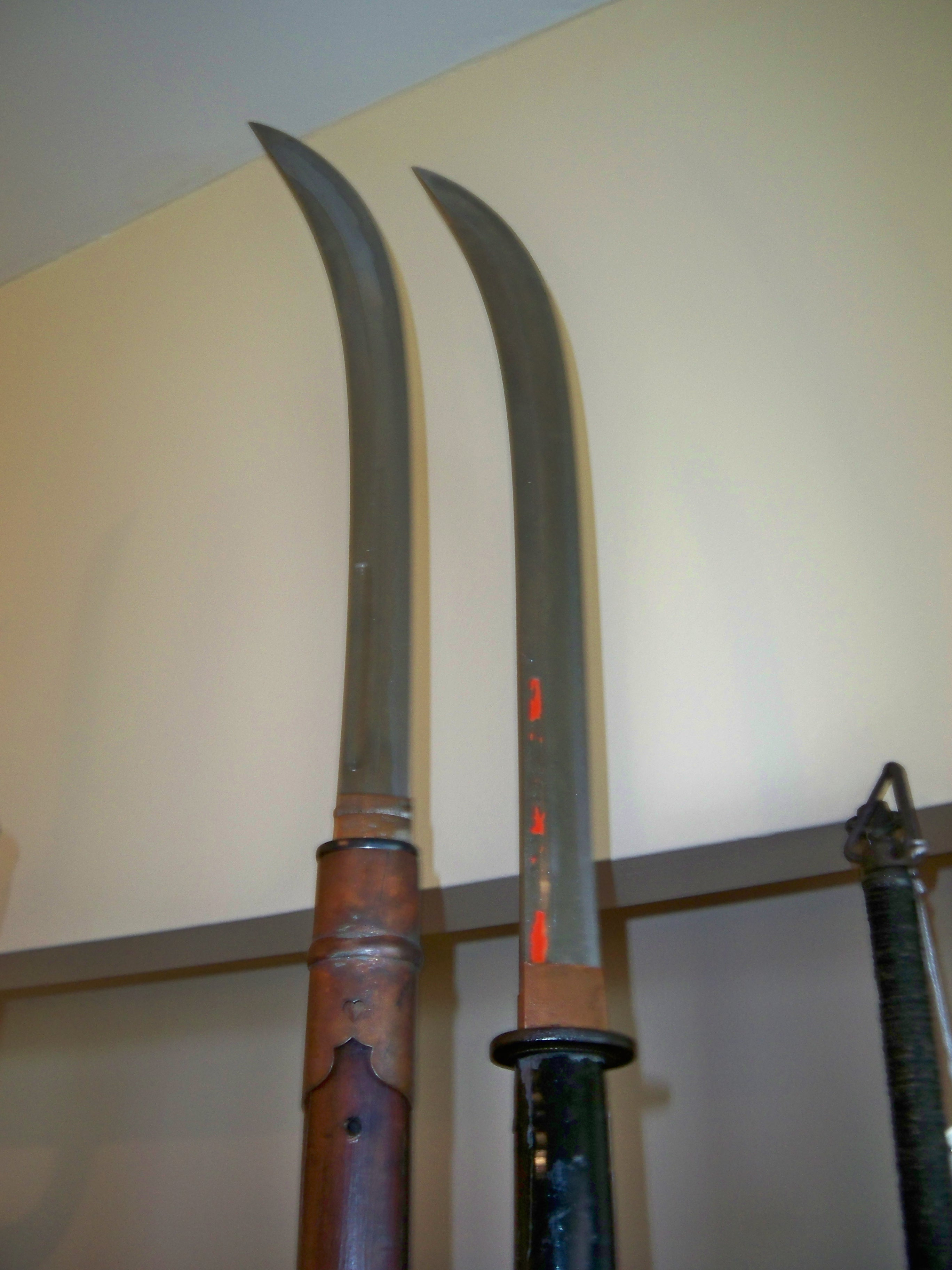
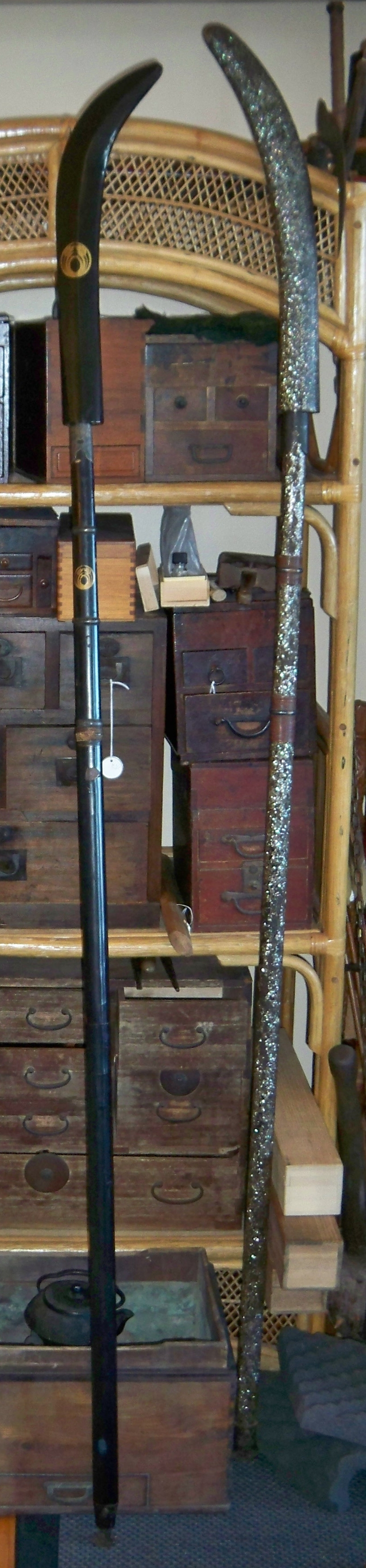
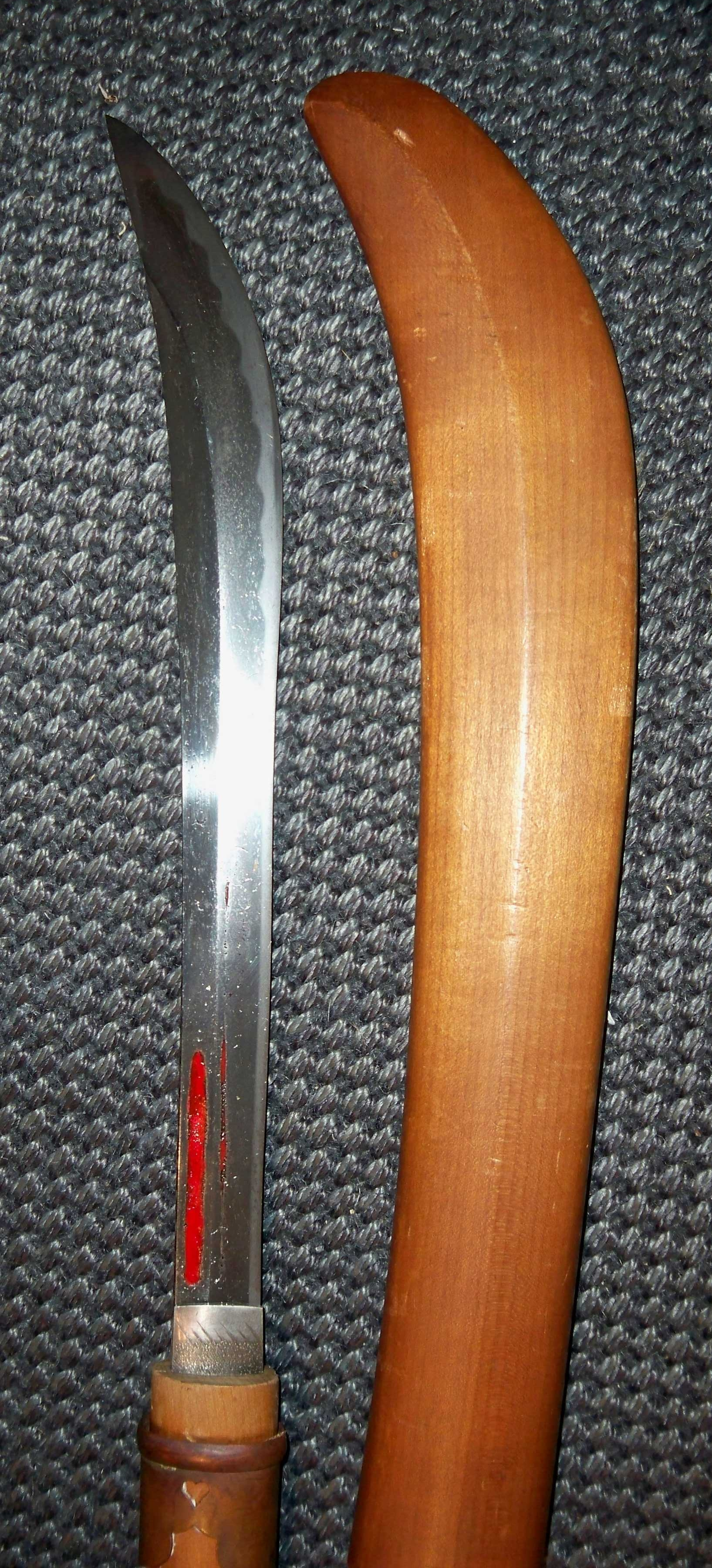
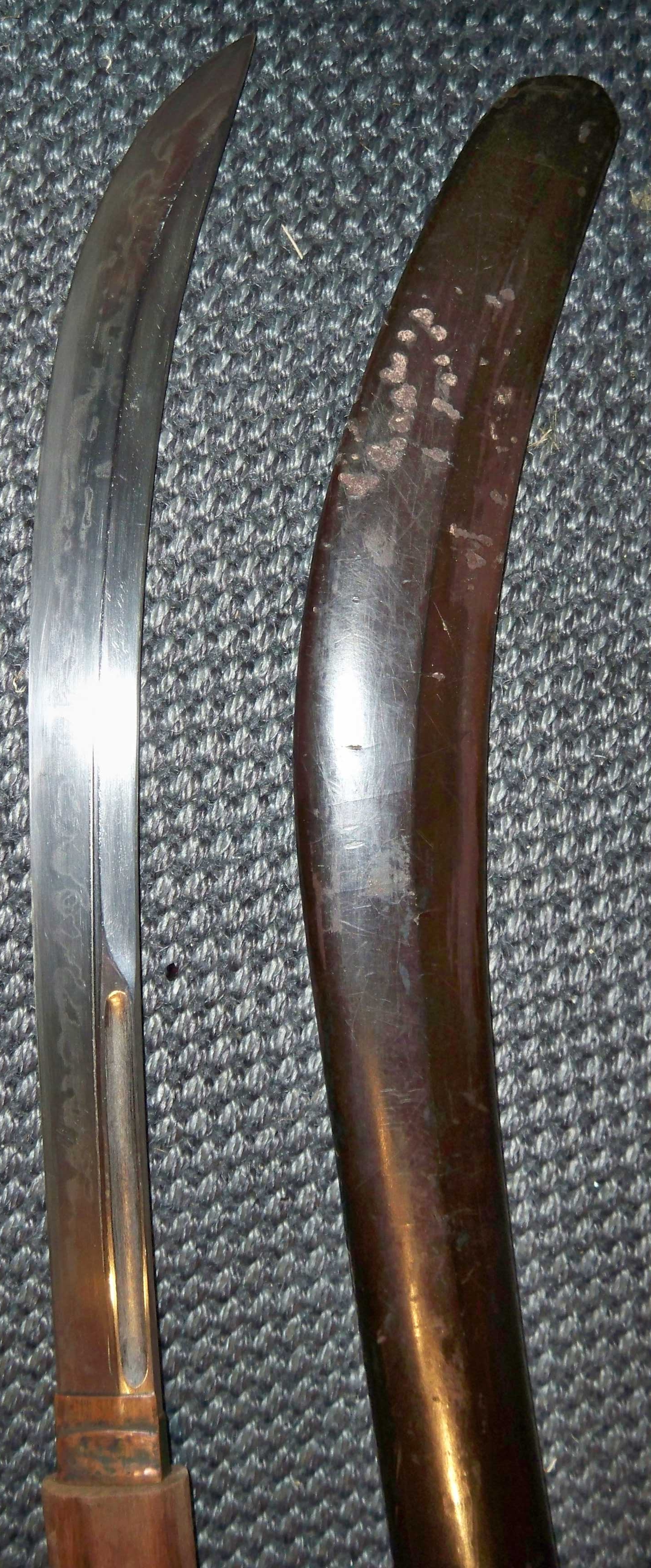
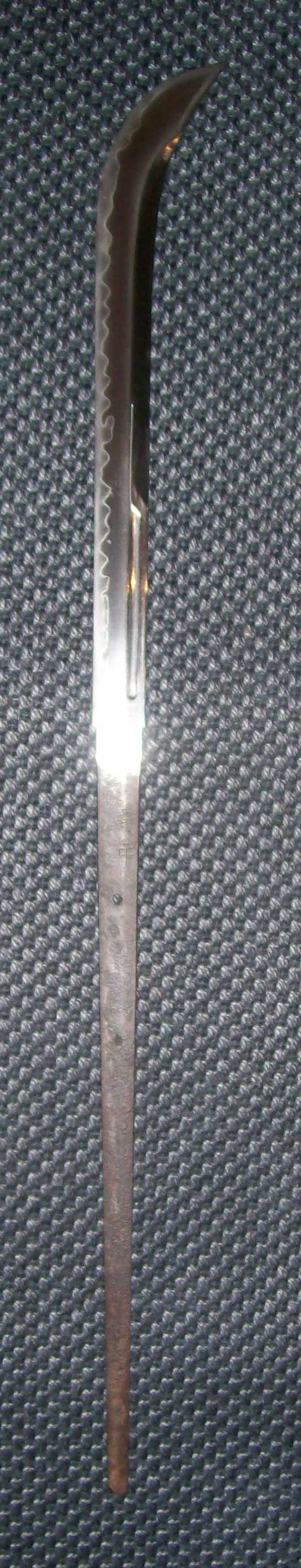
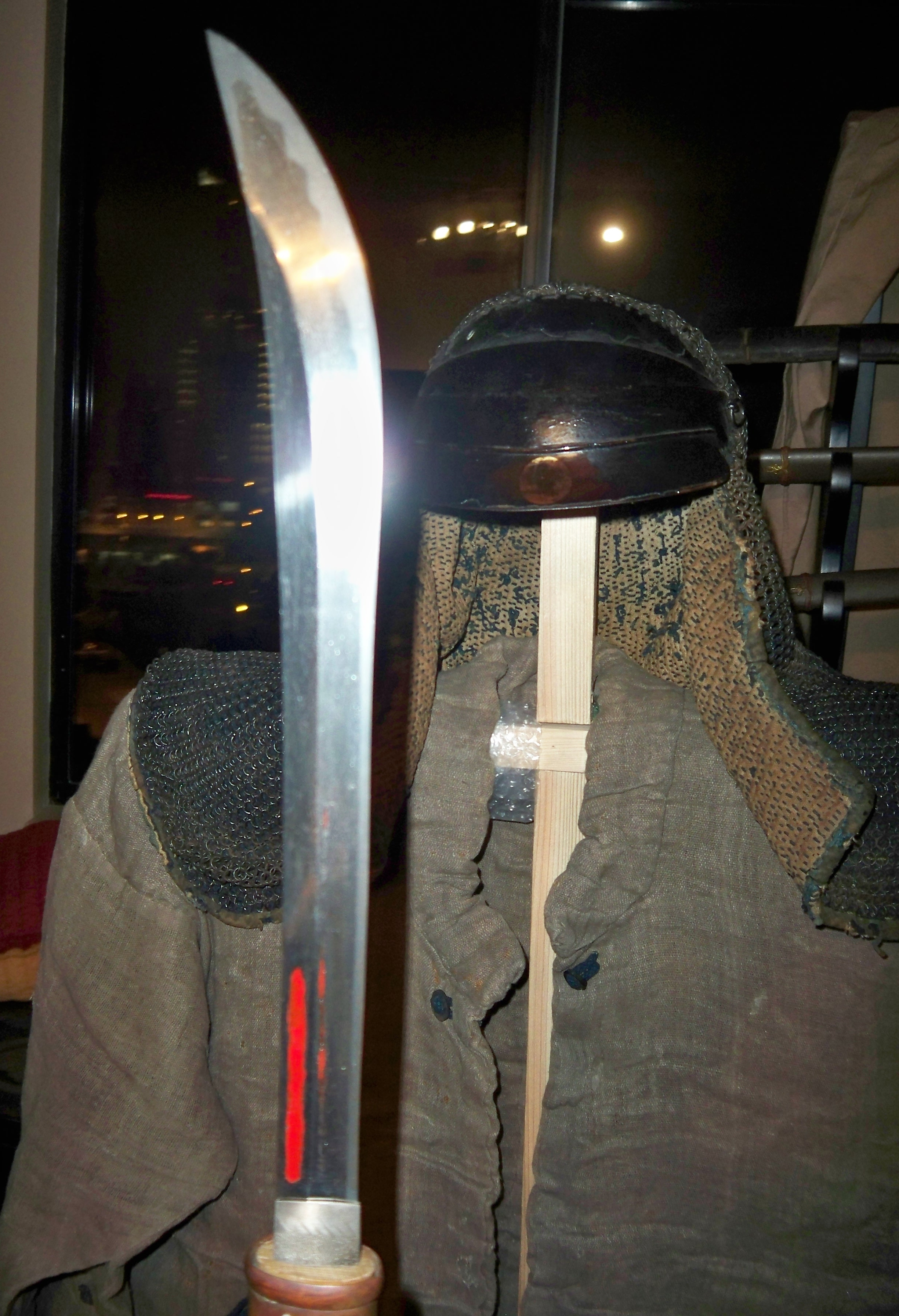
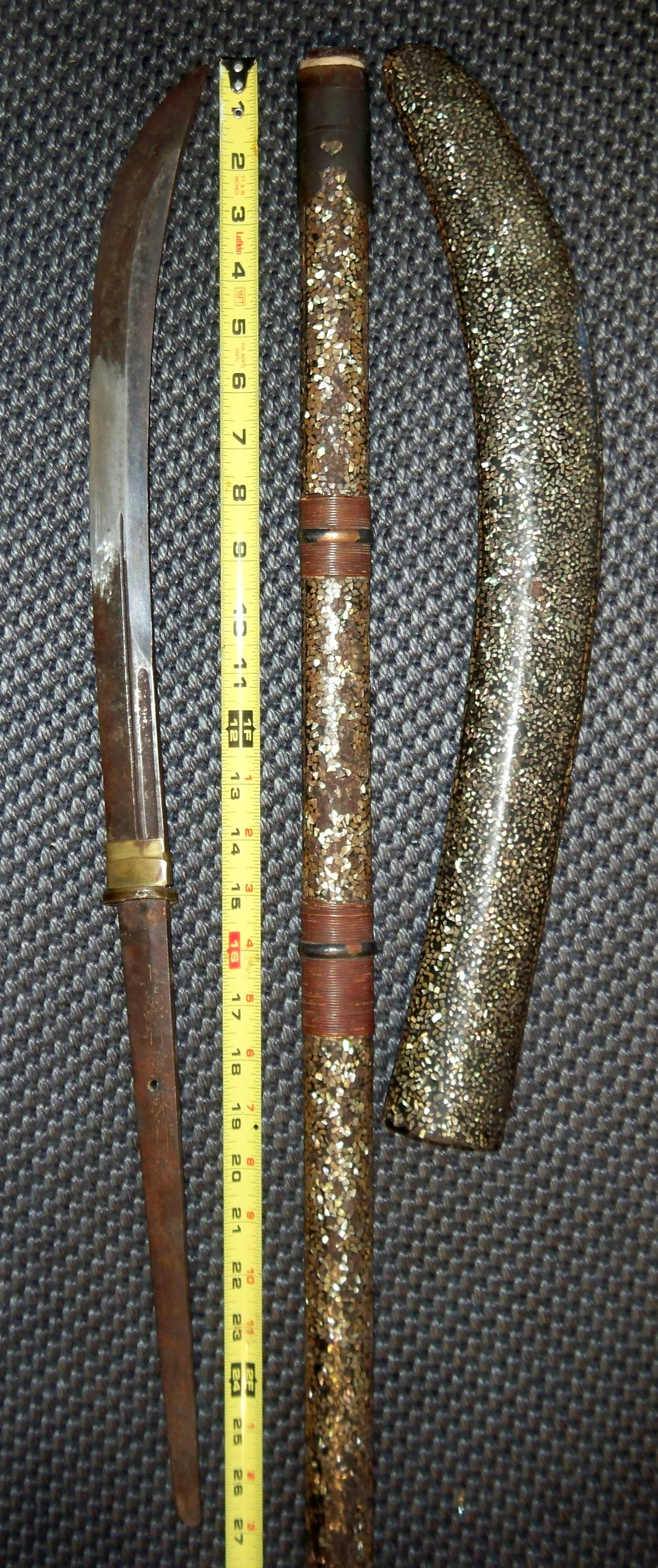
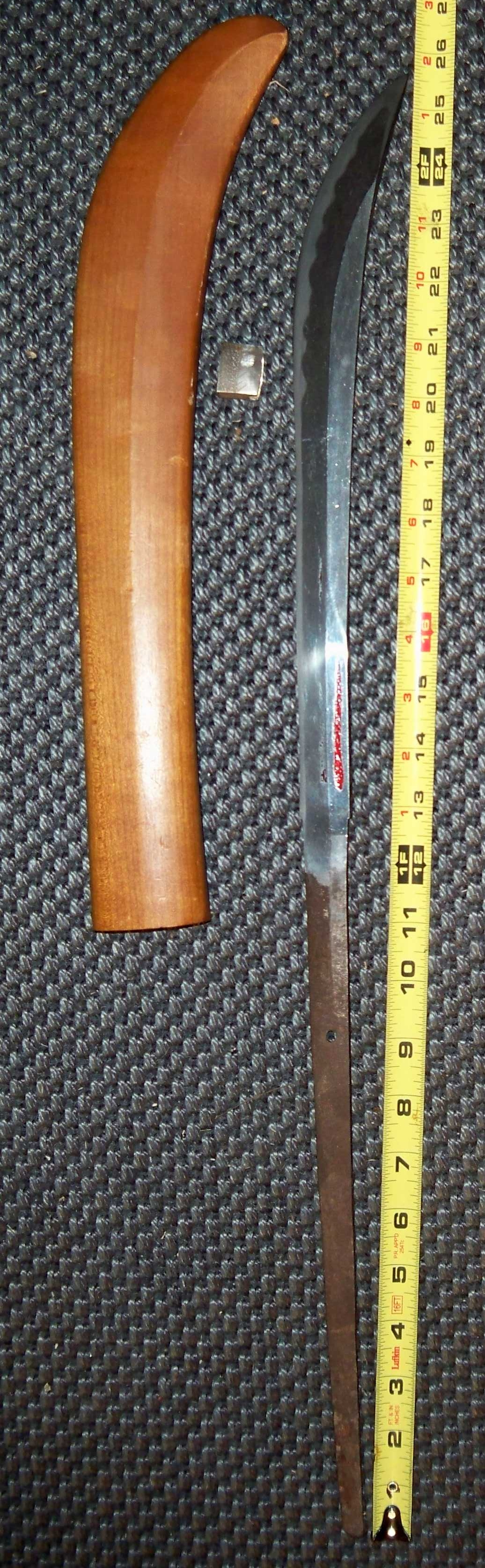

## Fordítás
Ez a szócikk részben vagy egészben  a   Naginata című angol Wikipédia-szócikk ezen változatának fordításán alapul.  Az eredeti cikk szerkesztőit annak laptörténete sorolja fel. Ez a jelzés csupán a megfogalmazás eredetét és a szerzői jogokat jelzi, nem szolgál a cikkben szereplő információk forrásmegjelöléseként.